# Senotainia chivica
Senotainia chivica är en tvåvingeart som beskrevs av Boris Borisovitsch Rohdendorf 1935. Senotainia chivica ingår i släktet Senotainia och familjen köttflugor.
Artens utbredningsområde är Uzbekistan. Inga underarter finns listade i Catalogue of Life.